# Cratere Mliba
Mliba  è un cratere sulla superficie di Marte.